# Grästorp község
Grästorp község (svédül: Grästorps kommun) Svédország 290 községének egyike. 
A mai község 1971-ben jött létre.

## Települései
A községben 3 település található:
| Település  | Népesség | Megjegyzés         |
| ---------- | -------- | ------------------ |
| Grästorp   |          | a község székhelye |
| Flaketberg |          |                    |
| Salstad    |          |                    |

## Külső hivatkozások
- Hivatalos honlap